# Каракіянський район
Каракія́нський район (каз. Қарақия ауданы, рос. Каракиянский район) — адміністративна одиниця у складі Мангистауської області Казахстану. Адміністративний центр — село Курик.

## Населення
Населення — 36460 осіб (2021; 29579 у 2009, 23437 у 1999, 28403 у 1989).
Національний склад (станом на 2016 рік):
- казахи — 35147 осіб (98,96 %)
- росіяни — 142 особи
- узбеки — 105 осіб
- каракалпаки — 25 осіб
- татари — 19 осіб
- лезгини — 11 осіб
- азербайджанці — 9 осіб
- українці — 7 осіб
- киргизи — 4 особи
- німці — 4 особи
- грузини — 2 особи
- корейці — 1 особа
- чеченці — 1 особа
- вірмени — 1 особа
- інші — 38 осіб

## Історія
Район був утворений 1973 року як Єралієвський район, з 1993 року має сучасну назву.

## Склад
До складу району входять 7 сільських округів:
| Поселення                     | Площа, км² | Населення, осіб (1989) | Населення, осіб (1999) | Населення, осіб (2009) | Населення, осіб (2021) | Центр   | Населені пункти |
| ----------------------------- | ---------- | ---------------------- | ---------------------- | ---------------------- | ---------------------- | ------- | --------------- |
| Болашацький сільський округ   | 142,77     | -                      | -                      | -                      | 764                    | Болашак | 2               |
| Бостанський сільський округ   | 373,95     | 1640                   | 1539                   | 1876                   | 2028                   | Бостан  | 1               |
| Жетибайський сільський округ  | 169,46     | 8988                   | 9153                   | 11326                  | 13541                  | Жетибай | 1               |
| Куландинський сільський округ | 280,88     | 1307                   | 940                    | 1319                   | 1633                   | Куланди | 1               |
| Курицький сільський округ     | 1792,84    | 10629                  | 6701                   | 8118                   | 11466                  | Курик   | 1               |
| Мунайшинський сільський округ | 394,70     | 3754                   | 3065                   | 4647                   | 5209                   | Мунайши | 1               |
| Сенецький сільський округ     | 435,47     | 2085                   | 2039                   | 2293                   | 1819                   | Сенек   | 2               |

## Найбільші населені пункти
Населені пункти з чисельністю понад 1000 осіб:
| № | Населений пункт | Населення, осіб (1989) | Населення, осіб (1999) | Населення, осіб (2009) | Населення, осіб (2021) |
| - | --------------- | ---------------------- | ---------------------- | ---------------------- | ---------------------- |
| 1 | Жетибай         | 8988                   | 9153                   | 11326                  | 13541                  |
| 2 | Курик           | 10629                  | 6701                   | 8118                   | 11466                  |
| 3 | Мунайши         | 3754                   | 3065                   | 4647                   | 5209                   |
| 4 | Бостан          | 734                    | 1114                   | 1626                   | 2028                   |
| 5 | Сенек           | 1805                   | 1769                   | 2038                   | 1668                   |
| 6 | Куланди         | 540                    | 642                    | 1286                   | 1633                   |